# Olubayo Adefemi
Olubayo Adefemi, né le 13 août 1985 à Lagos et mort le 18 avril 2011 à Kavala, est un footballeur nigérian. Il évoluait aux postes de défenseur latéral droit ou de milieu droit.

## Biographie
Olubayo a débuté au Nigeria au Bendel Insurance, puis au Myanmar au Delta United, avant de rejoindre le Championnat israélien où il jouera pour 4 clubs en 4 saisons, Hapoël Jérusalem, Hapoël Tel-Aviv, Hakoah Ramat-Gan et Hapoël Bnei-Lod.
En 2008, Olubayo rejoint le Rapid Bucarest puis en janvier 2009 le SC Rheindorf Altach en Autriche.
Le 26 juin 2009, il signe 3 ans à l'US Boulogne sur mer, tout juste promu en Ligue 1. En juillet 2010, à la suite de la relégation du club nordiste, Olubayo rejoint le club grec du Skoda Xanthi.
Olubayo a été appelé dans toutes les sélections de jeunes puis en équipe nationale du Nigeria.
Il décède le 18 avril 2011, à la suite d'un accident de voiture en Grèce.

## Carrière
- Jusqu'à 2002 : Bendel Insurance ( Nigeria)
- 2002-2004 : Delta United ( Birmanie)
- 2004-2005 : Hapoël Jérusalem ( Israël)
- 2005-2006 : Hapoël Tel-Aviv ( Israël)
- 2006-2007 : Hakoah Ramat-Gan ( Israël)
- 2007-2008 : Hapoël Bnei Lod ( Israël)
- 2008-janvier 2009 : FC Rapid Bucarest ( Roumanie)
- janvier 2009-2009 : SC Rheindorf Altach ( Autriche)
- 2009-2010 : US Boulogne CO ( France)
- 2010-avril 2011 : Skoda Xanthi ( Grèce)

## Palmarès
- Vice-Champion du Monde des moins de 20 ans : 2005 (Nigeria)
- Médaille d'argent aux Jeux olympiques de Football : 2008 (Nigeria)